# Zimowa Uniwersjada 1972

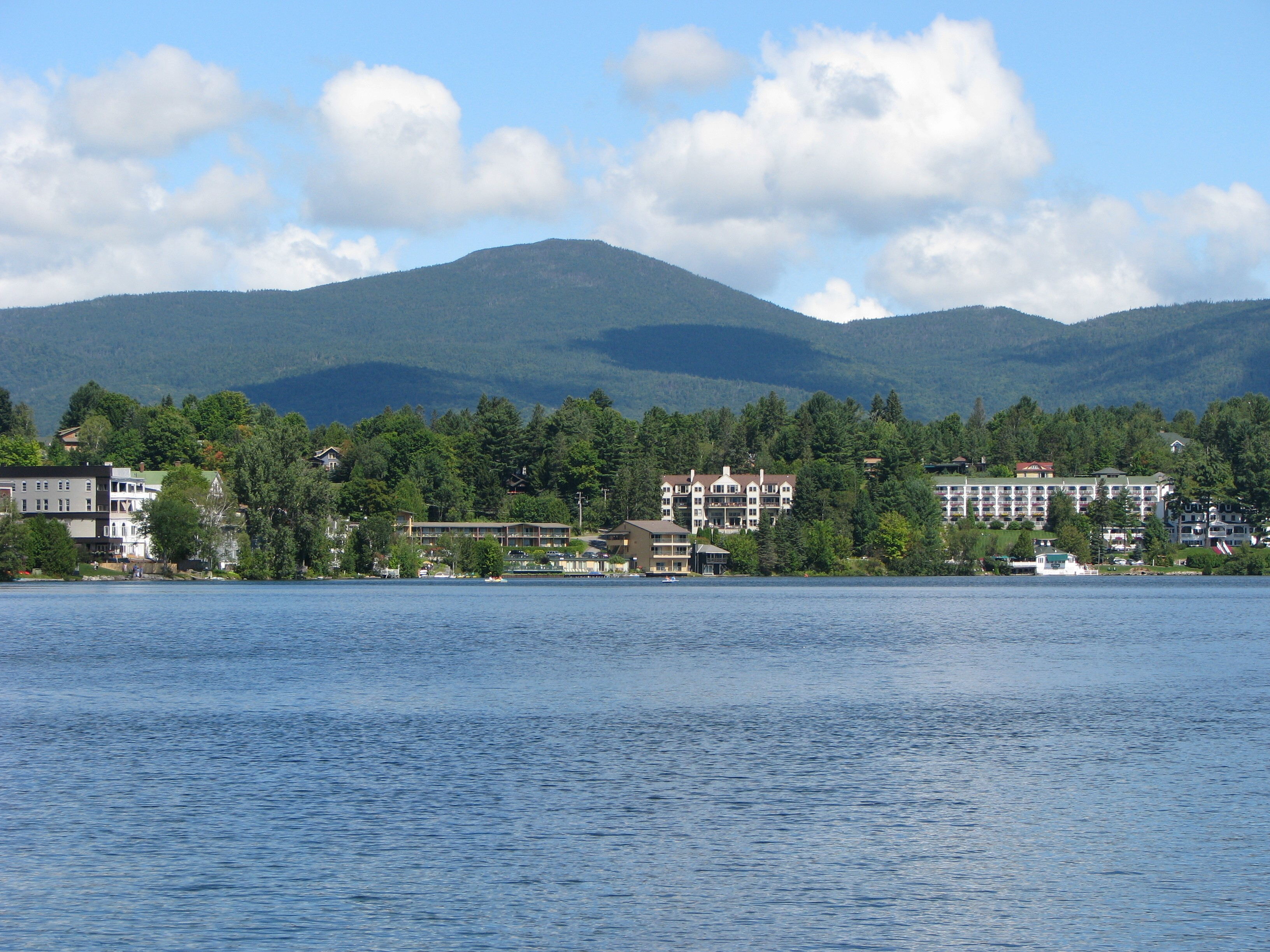
Lake Placid

7. Zimowa Uniwersjada – międzynarodowe zawody sportowców-studentów, które odbyły się w miejscowości Lake Placid, w stanie Nowy Jork, w Stanach Zjednoczonych. Impreza została zorganizowana między 26 lutego a 5 marca 1972 roku. Na zawody przybyło 410 zawodników z 23 krajów, nad których przebiegiem czuwała organizacja Fédération Internationale du Sport Universitaire (FISU).

## Polskie medale
Reprezentanci Polski zdobyli 4 medale. Wynik ten dał polskiej drużynie 4. miejsce w klasyfikacji medalowej.

### Złoto
- Andrzej Bachleda-Curuś – narciarstwo alpejskie, slalom gigant
- Roman Dereziński – narciarstwo alpejskie, slalom specjalny

### Srebro
- Zofia Majerczyk, Krystyna Turowska, Bogumiła Trzebunia – narciarstwo klasyczne, sztafeta 3 × 5 km

### Brąz
- Zofia Majerczyk – narciarstwo klasyczne, bieg na 10 km

## Klasyfikacja medalowa
| Klasyfikacja medalowa | Klasyfikacja medalowa | Klasyfikacja medalowa | Klasyfikacja medalowa | Klasyfikacja medalowa | Klasyfikacja medalowa |
| --------------------- | --------------------- | --------------------- | --------------------- | --------------------- | --------------------- |
| Miejsce               | Reprezentacja         | Złoto                 | Srebro                | Brąz                  | Razem                 |
| 1                     | ZSRR                  | 12                    | 9                     | 8                     | 29                    |
| 2                     | Francja               | 2                     | 2                     | 1                     | 5                     |
| 2                     | Holandia              | 2                     | 2                     | 1                     | 5                     |
| 4                     | Polska                | 2                     | 1                     | 1                     | 4                     |
| 5                     | Japonia               | 1                     | 3                     | 0                     | 4                     |
| 6                     | Stany Zjednoczone     | 1                     | 2                     | 4                     | 7                     |
| 7                     | Korea Południowa      | 1                     | 2                     | 1                     | 4                     |
| 8                     | Kanada                | 1                     | 1                     | 0                     | 2                     |
| 8                     | Włochy                | 1                     | 1                     | 0                     | 2                     |
| 10                    | Norwegia              | 1                     | 0                     | 1                     | 2                     |
| 10                    | RFN                   | 1                     | 0                     | 1                     | 2                     |
| 12                    | Austria               | 0                     | 1                     | 4                     | 5                     |
| 13                    | Szwecja               | 0                     | 1                     | 0                     | 1                     |
| 14                    | Czechosłowacja        | 0                     | 0                     | 1                     | 1                     |
| 14                    | Szwajcaria            | 0                     | 0                     | 1                     | 1                     |